# グリフターズ/詐欺師たち
『グリフターズ/詐欺師たち』（グリフターズ さぎしたち 原題：The Grifters）は、1990年制作のアメリカ映画。
ジム・トンプスンの小説「グリフターズ」（1963年発表）を原作に、女詐欺師、その息子、その恋人の3人の詐欺師を描いたサスペンス映画で、マーティン・スコセッシが製作、 アンジェリカ・ヒューストン、ジョン・キューザック、アネット・ベニングが出演した。

## スタッフ
- 監督：スティーヴン・フリアーズ
- 製作：マーティン・スコセッシ、ロバート・A・ハリス、ジム・ペインター
- 脚本：ドナルド・E・ウェストレイク
- 原作：ジム・トンプスン
- 製作総指揮：バーバラ・デ・フィーナ
- 撮影：オリヴァー・ステイプルトン
- 音楽：エルマー・バーンスタイン

## キャスト
- リリー・ディロン（女詐欺師）：アンジェリカ・ヒューストン
- ロイ・ディロン（リリーの息子）：ジョン・キューザック（吹替：山寺宏一）
- マイラ・ラングトリー（ロイの恋人）：アネット・ベニング
- ボーボー：パット・ヒングル
- ヘンリー・ジョーンズ
- チャールズ・ネイピア
- J・T・ウォルシュ
- ザンダー・バークレー
- ゲイラード・サーテイン
- スティーヴン・トボロウスキー
- ジェレミー・ピヴェン
- フランセス・ベイ

※吹替はVHS版